# Rogeria creightoni
Rogeria creightoni es una especie de hormiga del género Rogeria, tribu Solenopsidini, familia Formicidae. Fue descrita científicamente por Snelling en 1973.
Se distribuye por Belice, Costa Rica, Guatemala, Honduras, México, Panamá y Estados Unidos. Se ha encontrado a elevaciones de hasta 980  metros. Habita en bosques tropicales y húmedos, en matorrales y árboles caídos.